# Les Cours du Chaos
 (novembre 2016).
Si vous disposez d'ouvrages ou d'articles de référence ou si vous connaissez des sites web de qualité traitant du thème abordé ici, merci de compléter l'article en donnant les références utiles à sa vérifiabilité et en les liant à la section « Notes et références ».
Les Cours du Chaos (titre original : The Courts of Chaos) est un roman de fantasy publié en 1980, le cinquième du cycle des Princes d'Ambre de l'écrivain américain Roger Zelazny. Il fait suite au roman La Main d'Obéron. C'est le dernier livre du Cycle de Corwin (constitué par les cinq premiers tomes de la série).

## Résumé
Obéron, de retour en Ambre, a décidé de déclencher la guerre contre les Cours du Chaos dans trois jours. Corwin est perplexe ; en compagnie de Random et de Gérard, il assiste sans pouvoir intervenir à un événement étrange dans la salle du trône, où Martin, Dara et Benedict revivent la scène que Corwin avait rêvée à Tyr-Na Nog’th dans laquelle Benedict perd son bras mécanique. Une fois la scène terminée, Martin explique à Corwin qu’il est en train de faire visiter Ambre à Dara et lui montre alors trois atouts : un de lui-même, un de Dara et un d’un jeune homme inconnu que Corwin avait brièvement rencontré dans les Cours du Chaos (voir tome 4) : il s’agit de Merlin, le fils de Corwin, qui a grandi dans les Cours où le passage du Temps est beaucoup plus rapide qu’en Ambre.
Dara parle alors de ses origines, de son existence dans les Cours du Chaos et du pouvoir de métamorphose dont sont capables les Chaosiens. Elle raconte également comment Brand contacta un jour les chefs du Chaos pour leur proposer de l’aider à détruire la Marelle. Dara avoue qu’elle voulait un enfant de Corwin pour le placer sur le trône à la place de Brand, dans la nouvelle Ambre. Elle affirme ensuite ne vouloir que l’équilibre entre Ambre et le Chaos et non la domination d’une des deux parties, et raconte comment elle aida autrefois Obéron à s’évader des geôles du Chaos. Elle apprend également à Corwin que Merlin est toujours dans les Cours, aux mains des seigneurs du Chaos. Brand, quant à lui, a survécu à sa chute (voir tome 4) et s’est réfugié dans les Cours. Obéron, enfin, se trouve sur le site de la Marelle originale et s’apprête à la réparer à l’aide de la Pierre du Jugement, ce qui entraînera certainement sa mort.
Avec l’aide de Fiona, Corwin se téléporte alors auprès d’Obéron et décide de se sacrifier : il s’empare par surprise du joyau mais il est arrêté à la dernière seconde par les pouvoirs combinés d’Obéron et de Dworkin, avant qu’il n’ait pu commencer à traverser lui-même la marelle. En discutant avec son père, Corwin apprend comment Obéron avait disparu pendant plusieurs années afin d’observer chacun de ses enfants et de les mettre à l’épreuve pour choisir un successeur. Il a porté son choix sur Corwin, mais ce dernier refuse, ayant réalisé qu’il ne désire plus le trône.
Obéron lui ordonne alors de l’attendre en haut du Kolvir et juste avant le début de l’attaque, il le rejoint et crée un oiseau à partir du sang de Corwin. Il explique à ce dernier qu’il doit partir immédiatement à cheval pour les Cours du Chaos et que l’oiseau le rejoindra alors qu’il sera en train de traverser les Ombres, pour lui apporter le Joyau du Jugement. Corwin se met en route et bientôt, l’oiseau lui apporte la Pierre, signe qu’Obéron a terminé sa tache. Sur le chemin, Brand tente d’intercepter Corwin et lui propose de le laisser créer une nouvelle marelle mais Corwin refuse et repart. Plusieurs fois, sa progression est ralentie par des agents du Chaos ou par des attaques de Brand mais Corwin continue malgré tout. Bientôt, il s’aperçoit qu’une tempête surnaturelle, créée par la tentative d’Obéron, est sur le point de le rejoindre. Ne sachant si son père a réussi ou non, Corwin décide de tracer sa propre marelle et réussit dans sa tentative, mais Brand se téléporte juste à côté de lui et lui dérobe le joyau avant de disparaître pour les Cours du Chaos.
Corwin, utilisant alors le pouvoir de sa propre marelle, se téléporte directement dans les Cours, sur le champ de bataille. Là, le maître d’armes de Dara, Borel, le provoque en duel mais Corwin, qui doit à tout prix retrouver Brand pour lui reprendre la Pierre du Jugement, le tue rapidement par une manœuvre déloyale. Il aperçoit alors Brand au bord d’un gouffre, forçant Random et Fiona à rester à distance en tenant Deirdre en otage. Corwin, utilisant ses pouvoirs sur la Pierre, rend cette dernière brûlante, ce qui permet à Deirdre de se dégager. Un mystérieux archer profite de l’occasion pour tuer Brand d’une flèche mais celui-ci tombe dans le gouffre, entraînant Deirdre dans sa chute. Caine apparaît alors et révèle toutes ses machinations : comment il s’est servi d’un sosie enlevé en Ombre pour simuler sa mort, afin de déjouer les plans de Corwin et de Brand, qu’il soupçonnait s’être associés pour détruire Ambre. Il avoue être l’auteur du coup de poignard qui blessa Corwin (voir tome 3), mais reconnaît s’être trompé. La tempête arrive alors sur le champ de bataille, précédée du cortège funèbre d’Obéron.
Dara, ayant appris comment Corwin a tué Borel, vient manifester son dégoût à ce dernier et lui affirme qu’ils ne se reverront plus. Puis Merlin vient voir son père, et ils font brièvement connaissance. Enfin, la Licorne d’Ambre arrive sur le champ de bataille, portant à sa corne le Joyau du Jugement. Elle remet le bijou à Random, et le désigne ainsi comme nouveau roi d’Ambre. Avec l’aide de Corwin, Random s’accorde alors sur la pierre et repousse la tempête. Pendant ce temps, Corwin raconte son histoire à Merlin, puis laissé seul après la tempête, il réfléchit à tous les événements passés qui l’ont conduit là. Il projette d’aller visiter les Cours du Chaos, puis sa propre marelle, avant de retourner peut-être un jour à Ambre.